# Президентски избори в САЩ (2000)
Президентските избори в САЩ през 2000 г. са надпреварата между кандидата на Демократическата партия и тогавашен вицепрезидент Ал Гор и кандидата на Републиканската партия и тогавашен губернатор на Тексас Джордж У. Буш, син на президента Джордж Х. У. Буш (1989 – 1993). Действащият по това време президент Бил Клинтън не може да участва в изборите, защото е прослужил максимално позволените от Конституцията два президентски мандата. Буш печели изборите с 271 електорални гласа в Избирателната колегия срещу 266 за Гор. Изборите се решават в щата Флорида, който има 25 електорални гласа и където повторното преброяване на гласовете е прекратено с решение на Върховния съд на САЩ. Гор получава 543 816 гласа повече от Буш в цялата страна, но Буш получава 537 гласа повече във Флорида като по този начин печели електоралните гласове на целия щат. Така Буш става четвъртият президент в американската история, който е избран без да спечели народния вот. Другите три пъти са от 19 век – през 1824, 1876 и 1888 г.
Изборите стават известни с противоречието относно 25-те електорални гласа на Флорида и последвалото повторно преброяване. Близостта на резултатите и сведенията за непреброени гласове водят до ръчно преброяване на гласовете в този щат. Водят се две дела срещу Буш и изходът от изборите се оспорва в съдилищата още месец, докато накрая стига до Върховния съд на САЩ. На 9 декември в делото Буш срещу Гор, съдът отменя решението на Върховния съд на Флорида за трето преброяване и спира обявените ръчни преброявания базирайки се на аргументите, че различните стандарти, които различните преброителни процедури прилагат, нарушават клаузата за равноправието приета от 14-ата поправка на Конституцията. Машинното преброяване отчита, че Буш печели изборите във Флорида с разлика от 537 гласа от общо 6 милиона гласа. По-късни проучвания сочат, че по стандартите, поискани от кампанията на Гор и зададени от Върховния съд на Флорида, Буш би спечелил повторното преброяване. Ако обаче кампанията на Гор е поискала пълно повторно преброяване на целия щат, проучването показва, че Гор е щял да спечели с около 100 гласа, което би му дало електоралните гласове на Флорида и победа в президентските избори.

## Номинации

### Демократическа партия
Ал Гор обявява кандидатурата си президент на САЩ на 16 юни 1999 г. в Картаген, Тенеси. Той е представен от най-възрастната си дъщеря Карена Гор Шиф, която тогава е бременна с първото си дете. Речта на Гор за кратко е прекъсната от демонстранти, които твърдят, че Гор работи в полза на фармацевтичната индустрия, за да ограничи достъпа до евтини (копирани) лекарства на бедните страни. Гор се дистанцира от Бил Клинтън, казвайки че президентът го е излъгал (относно аферата с Моника Люински). В интервю за телевизионното предаване 20/20 Гор заявява „Това, което той направи няма извинение и особено като баща почувствах, че беше ужасно погрешно.“ В опит да се дистанцира допълнително от Клинтън Гор мести главната квартира на кампанията си от Вашингтон в Нашвил, Тенеси.
Ал Гор получава номинацията за кандидат-президент на Демократическата партия, след като печели всички щатски първичните избори срещу бившия сенатор и баскетболист от Ню Джърси Бил Брадли. През август 2000 г. Гор избира за свой кандидат за вицепрезидент консервативния демократ сенатор от Кънектикът Джо Либерман, който става първият евреин удостоен с такава номинация, от списък, който включва сенаторите Джон Кери от Масачузетс, Боб Греъм от Флорида, Евън Баи от Индиана и Джон Едуардс от Северна Каролина, както и лидерът на демократите в Камарата на представителите Дик Гепхард от Мисури и губернаторката на Ню Хемпшир Джийн Шахийн. Гор официално е номиниран на конвенцията на Демократическата партия в Лос Анджелис от дъщеря си Карена и съквартиранта си от Харвард, актьора Томи Лий Джоунс.

### Републиканска партия
Джордж У. Буш става ранен фаворит за републиканската номинация, след като печели безпрецедентно финансиране и широка основа от подкрепа, включително християнската десница, която формира ядрото републикански гласоподаватели в много щати от Юга и заради името си и губернаторската си позиция в големия щат Тексас. Кампанията на Буш е водена от Карл Роув, Хъгс, Олба и други тексаски политици. В републикански телевизионен дебат проведен в Де Мойн, Айова на 13 декември 1999 г., всички от участващите кандидати са попитани „С кой политически философ или мислител се отъждествявате и защо?“ За разлика от другите кандидати, които посочват бивши президенти и други политически фигури Буш отговаря „Христос, защото ми промени сърцето“. Апелът на Буш за религиозни ценности изглежда е подкрепен в основните избори. Според проучване на Галъп тези, които казват, че ходят всяка седмица на църква му дават 56% от вота си през 2000 г.
Буш печели първите избори в Айова, но сенаторът Джон Маккейн от Аризона, който се представя както умерен кандидат и е подкрепен от независими гласоподаватели, успява да победи в щата Ню Хемпшир с 48%-30% и се превръща в реален съперник за номинацията. Изходът от първичните избори се решава в щата Южна Каролина, където Буш побеждава. Според някои победата му се дължи на факта, че е забранено на независими гласоподаватели да гласуват, но според поддръжници на Маккейн за загубата му в голяма степен допринася очернящата кампания водена срещу него, като намеците, че дъщерята, която Маккейн е осиновил в Бангладеш всъщност е негово извънбрачно дете от негърка.. Буш печели минимално в 38 от щатите. След това печели 11 от общо 16 първични избори, ефективно прегръщайки републиканската номинация. Буш назначава бившия министър на отбраната от правителството на баща му Дик Чейни да проучи възможни кандидати за вицепрезидент и да му докладва. В крайна сметка Чейни предлага себе си за поста и Буш приема предложението. Сред другите споменавани потенциални кандидати за вицепрезидент са ген. Колин Пауъл от Ню Йорк, сенаторът и бивш актьор Фред Томпсън от Тенеси и Джон Маккейн. Чейни променя адреса си от Тексас, където е живял в продължение на 10 години, в Уайоминг, защото Конституцията на САЩ забранява на членовете на Електоралната колегия да гласуват за кандидати за президент и вицепрезидент от един и същ щат.

## Предизборна кампания

### Кампанията на Гор
Ал Гор обещава да номинира по-либерални съдии за Върховния съд на САЩ, които подкрепят правото на аборт, по-вероятно е да подкрепи правата на хомосексуалистите от Буш, както и разделянето на църквата и държавата. В първия дебат на 3 октомври 2000 г. Гор е критикуван, че изглежда като „преструващ се политик, а не искрен лидер“, след втория дебат (11 октомври) е критикуван, че е прекалено „сдържан“., а след третия (17 октомври), че е бил прекалено агресивен. Гор е критикуван за това, че е „схванат“, докато Буш е по-отпуснат и естествен. Платформата на Ал Гор обещава „да поддържа икономиката ни силна чрез надграждане над внимателните фискални политики от последните седем години“. Платформата включва план за изплащане на националния дълг на САЩ до 2012 г.
Платформата на Гор заявява: „Този фискално-дисциплиниран подход осигурява това, нашите деца да не бъдат обременени с дълг – и с огромната годишна лихва на този дълг – и разходите за изплащане на пенсионирането на бейби бум поколението.“ Планът за балансиран бюджет на Гор също посвещава излишъка на Системата за социална сигурност от $2.3 трилиона изключително на социалната сигурност и националния дълг, като по този начин се осигури платежоспособността „поне до 2054“. Гор предлага пакет от целеви намаления на данъците на стойност $500 милиарда, „за да си позволим качествена грижа за деца, висше образование и доживотно обучение, здравна осигуровка и дългосрочна грижа за възрастните или роднини инвалиди“. Гор призовава за създаването на три нови тръстови фонда за подобряване на здравеопазването, образованието и околната среда.
Екологичният фонд трябва да използва пазарни механизми за целево насочване на транспорта, електропроизводството и индустриално-производствените сектори на икономиката. Планът на Гор призовава за увеличено инвестиране в биотехнологиите, информационните технологии и идеи от университетските изследвания „които по-късно се превръщат в резултати, от които всички се възползваме като високоскоростни безжични мрежи, които могат да осигурят телемедицина, дистанционно образование и електронна търговия за отдалечени селски общини; суперкомпютри, които драматично повишават способността ни да предсказваме торнада и урагани; и компютри, които са много по-лесни за употреба и могат да разбират човешкия език; нови изследвания, водещи до създаването на ефективни нови лекарства и ускоряване на времето за намиране на нови лечения“. Тези инвестиции се считат за „жизненоважен елемент в запазването и разширението на просперитета на Америка“. Гор призовава за отворени пазари, които да „пришпорят иновацията, ускорят растежа на нови индустрии и да направят [американските] бизнеси по-конкурентоспособни“, но също набляга на необходимостта да се „преговарят правата на работниците, човешките права и опазването на околната среда“, заявявайки: „ние трябва да използваме търговията, за да повишаваме стандартите по света, не да понижаваме стандартите у дома“. Икономическата платформа на Гор също съдържа раздел, озаглавен „Поддържане на силна отбрана и защита на американците в чужбина“, в който той заявява намерението си да „използва част от излишъка за разумно увеличаване на военните разходи – насочени целево за подобряване на качеството на живот на военнослужещите, повишаване на бойната готовност и осигуряване на най-модерното оборудване“.

Кампанията на Гор прави големи усилия да привлече избиратели, подкрепящи кандидата на Зелената партия Ралф Нейдър в последните седмици преди изборите, подчертавайки сходствата между неговите позиции и тези на Нейдър, както и факта, че Нейдър няма шанс да спечели изборите. Републиканският лидерски съвет от друга страна плаща за излъчването на реклами в подкрепа на Нейдър с надеждата той да раздели гласовете на либералните избиратели.

### Кампанията на Буш
Буш избира за свое мото „Състрадателен консерватизъм“, обещава намаление на данъците за всички и система за защита от балистични ракети.. По време на кампанията Буш обещава „че ще възстанови честта и достойнството на Белият дом“, препратка към скандалите и импийчмънта на президента Клинтън. Докато набляга на успешните си мандати като губернатор на Тексас, кампанията на Буш критикува номинацираният от Демократическата партия действащ вицепрезидент Ал Гор за контрола на оръжията и данъците. В предизборната кампания Буш критикува политиката на администрацията на Клинтън в Сомалия, където през 1993 г. загиват 18 американски войници, докато се опитват да въдворяват мир сред различни войнстващи кланове и на Балканите, където американските умиротворителни войски изпълняват различни функции. „Не мисля, че нашите войници трябва да се използват за така нареченото изграждане на нация“, казва Буш във втория президентски дебат срещу Гор. Буш обещава скромна външна политика без изграждане на нации. Той критикува администрацията Клинтън-Гор за това, че е твърде интервенционалистка: „Ако не спрем да разпрострираме нашите войници по целия свят в мисии за изграждане на нации, тогава ще имаме сериозен проблем надолу по пътя. И аз ще предотвратя това.“ Той обещава намаляване на данъците за всички,, използвайки понякога лозунга „Който плаща данък получава намаление на данъците“.
Буш има нов проект за въоръжените сили с наблягане на супермодерния хардуер, гъвкава тактика, скорост, по-малко международни мисии, по-малко войници. Това включва система за отбрана срещу атаки от балистични ракети, въпреки силните протести срещу нея в и извън страната. Виждането на Буш за военната реформа е повлияно от организацията Проект за новия американски век, чиито членове са близки до Буш, включително кандидатът за вицепрезидент Чейни. Много коментатори критикуват Буш, след като в първото си изявление след атентатите от 11 септември 2001 г., той повтаря намерението си да постави интервенцията срещу ракетна атака на първо място в списъка с приоритетите си, въпреки факта, че такава система не би предотвратила атаките, които страната е изпитала в действителност. Други коментатори са подкрепили позицията на Буш, отбелязвайки продължителното развитие на ракети с далечен обсег от Северна Корея, наред със заплахите на тази страна да възстанови програмата си за ядрено въоръжение. Буш подкрепя сондирането за петрол в Арктическото национално убежище за диви животни‎, с което се надява да намали зависимостта от внос на петрол от Близкия изток. Той също обещава да преодолее различията между Демократическата и Републиканската партия в Конгреса..
В кампанията си републиканците наблягат най-вече върху темата за моралните ценности. Още от 1992 г. републиканците подемат по-енергично и по-гласовито от демократите и независимите „горещите“ социални въпроси (относно „моралния упадък“) под формата на либералните възгледи за секса, абортите, хомосексуализма и светското естество на държавата. Борбата на този фронт се развихря и около скандала за сексуалната връзка между президента Бил Клинтън и стажантката в Белия дом Моника Люински, който довежда до процедура за отстраняване от длъжност на Клинтън (импийчмънт) през 1998 – 1999 г. Републиканците често се позовават на морала като най-важния проблем, пред който е изправена нацията. По време на кампанията си Буш често говори за възстановяване на почтеността както в Белия дом, така и сред цялата нация. Гор старателно се стреми да избягва темата за скандалите с Клинтън. Същото прави и Либерман, въпреки че е първият демократически сенатор, който осъжда неморалното поведение на президента. Това се изтъква като причина за избора му за вицепрезидентски кандидат от Гор. Някои сочат страстната целувка, която Гор дава на жена си по време на Демократическата конвенция като сигнал, че въпреки упреците срещу Клинтън, самият Гор е предан съпруг. Гор избягва да се появява заедно с Клинтън, който участва в кампанията само в райони, които не са добре покрити от медиите и където все още е популярен. Според експерти това струва на Гор гласовете на някои от най-верните поддръжници на Клинтън.
Дик Чейни и Джо Либерман водят усилена кампания. И двата предизборни щаба обикалят из страната и често почти се засичат, като в случая, при който Чейни, Хадаса Либерман и Елизабет Гор посещават фестивала Вкус на Полония в Чикаго по време на уикенда за Деня на труда.
Чейни, който е сдържан през по-голямата част от кампанията играе полка, сервира на присъстващите традиционни ястия и се обръща в реч към множеството с фразата Сто лат („Сто години“, полска песен).

### Отразяване от медиите
По време на предизборната кампания някои експерти обвиняват основните медии, че изопачават фактите в опит да помогнат на тексаския губернатор Джордж У. Буш, след като Буш и Гор официално стартират кампаниите си през 1999 г. Питър Харт и Джим Норекас, двама коментатори за Fairness and Accuracy in Reporting (FAIR), наричат медиите „серийни преувеличители“ и отбелязват как няколко медийни източника постоянно преувеличават критиката срещу Ал Гор, като невярно твърдят, че Гор е лъгал, когато е заявил, че е говорил в препълнен клас в час по наука в Сарасота, Флорида, и пропускат да отбележат някои въпроси от кампанията на Буш като това, че Буш е преувеличил колко средства е осигурил в годишния тексаски бюджет, за да помогне на незастрахованите по време на втория дебат с Гор през октомври. В изданието от април 2000 г. на Washington Monthly, журналистът Робърт Пари също отбелязва, как няколко медийни източника преувеличават твърдението на Гор, че е „открил“ квартал Love Canal (където са изхвърлени 21 000 тона токсични отпадъци от Hooker Chemical) в Ниагара Фолс, Ню Йорк, по време на реч в Конкорд, Ню Хемпшир на 30 ноември 1999, докато той само твърди, че го е „намерил“ след като населението вече е било евакуирано през 1978 г., заради химическото замърсяване. Журналистът от списание Rolling Stone Ерик Болерт също твърди, че медийни източници преувеличават критиката срещу Гор още на 22 юли 1999, когато Гор, известен с това, че е природозащитник дава на приятел да пусне 500 млн. галона вода в изсъхнала река, за да може да направи снимки с лодката си; медийните източници обаче преувеличават количеството вода, твърдейки, че е 4 млрд. галона.

## Изборите
Буш печели южните щати с голяма преднина – с изключение на Флорида – както и Охайо, Индиана и фермерските щати от Средния Запад и Скалистите планини. Гор печели североизточните щати, с изключение на Ню Хемпшир (чиято губернаторка е пренебрегнал при избора си на вицепрезидентски кандидат), щатите от горния Среден Запад и Тихоокеанските щати (без Аляска). Гор не успява да спечели и собствения си щат Тенеси, чиито представител е бил, както баща си, в американския Сенат. В течение на нощта резултатите от няколко малки и средни щати са твърде близки, за да бъдат обявени, включително Уисконсин и Айова. На сутринта след изборите е ясно, че Буш е спечелил 246 гласа в Избирателната колегия, а Гор 255, при необходими за победа 270. Ню Мексико (5 гласа) и Орегон (7 гласа), са все още с неясен победител, но медиите съсредоточават вниманието си върху Флорида, чиито 25 електорални гласа държат победата в свои ръце. Резултатът на изборите във Флорида не е ясен в продължение на повече от месец заради продължителния процес на преброяване, повторно преброяване и свързаните с него съдебните битки.

### Флорида
Към 19.50 ч. източно стандартно време (ИСВ) в деня на деня на изборите, 7 ноември, преди изборите да приключат в предимно републиканската северозападна част („panhandle“, „дръжка на тиган“) на Флорида, която е в централната времева зона, някои телевизионни станции предават информацията, че Гор е спечелил 25-те електорални гласа на щата. Прогнозата се основава на проучвания сред вече гласувалите избиратели (exit polls). В самото броене на гласовете обаче Буш взема ранно предимство и към 22 ч. ИСВ телевизиите връщат Флорида в графата „нерешени“. Към 2.30 ч на 8 ноември Буш води на Гор със 100 000 гласа при 85% от гласовете преброени и станциите го обявяват за победител и избран за президент. Повечето от останалите за преброяване гласове обаче се намират в три предимно демократически окръга и Гор започва да настига Буш и към 4.30 ч. сутринта е стопил преднината на Буш до 2000 гласа, при което медиите оттеглят прогнозата си, че Буш е спечелил изборите и обявяват, че резултатът е твърде близък за определяне („too close to call“). Гор, който в личен телефонен разговор е признал поражението си пред Буш, сега оттегля признанието си и казва, че ще чака повторно преброяване във Флорида преди да предприеме други действия. На 8 ноември, сряда, преднината на Буш се е стопила до 500 гласа, достатъчно малко, за да предизвика автоматично повторно преброяване в целия щат. В допълнение на това Гор иска повторни преброявания в четири окръга, в съответствие с избирателния закон на Флорида. Това води до поредица повторни преброявания (машинни и ръчни), спорове за гласовете във Флорида и съдебни дела.

Щабът на Буш наема бившия държавен секретар на Джордж Х. У. Буш Джеймс Бейкър, за да води съдебните процеси, а щабът на Гор – бившия държавен секретар на Клинтън Уорън Кристофър. Ръчните повторни преброявания в окръзите Волусия и Палм Бийч се протакат и те подават молба за удължаване на срока, който изтича на до 17 ч. на 14 ноември. Кампанията на Буш завежда дело, за да предотврати удължаването на срока. В 16 ч. на 8 декември Върховният съд на Флорида с 4 на 3 гласа заповядва повторно преброяване във всички окръзи, където това не е направено, както и в частта от окръг Маями-Дейд, където то не е довършено. Решението е обявено в ефира на телевизионните компании от цял свят от говорителя на съда Крейг Уотърс. Към 22 ч. на 12 декември Върховният съд на САЩ отсъжда в делото Буш срещу Гор, че планът на Върховния съд на Флорида за повторно преброяване противоречи на Конституцията със 7 – 2 гласа (заради различните стандарти на преброяване на гласовете) и с 5 – 4 гласа прекратява (заради недостатъчно време за уеднаквяване на стандартите) повторното преброяване във Флорида и позволява на съпредседателя на предизборната кампания на Буш във Флорида, държавният секретар на Флорида Катрин Харис да удостовери победата на Буш. Според гласувалите против: 
| “ | Преброяването на всеки законно подаден глас не може да съставлява непоправима вреда... Предотвратяването на броенето неминуемо ще хвърли сянка над легитимността на изборите. | ” |

Четиримата несъгласни съдии твърдят, че спирането на повторното преброяване е „неразумно“ нарушаване на „трите почитани правила за съдебна въздържаност“, а именно уважаване на мненията на щатските върховни съдилища, предпазливо упражняване на юрисдикция, когато „друг клон на Федералното правителство“ има голяма мярка на отговорност да разреши въпроса и избягване на вземане на безапелационни решения по федералния конституционен закон преди пълно представяне на въпроса.
Впоследствие се появяват твърдения, че Харис и братът на Джордж У. Буш и губернатор на Флорида Джеб Буш са манипулирали изборите в полза на техния кандидат. Според официалните резултати Буш получава 2 912 790 гласа, а Гор 2 912 253, разлика от 537 гласа или 0.009%. Петте съдии гласували за прекратяване на преброяването са номинирани от президенти републиканци, което, заедно с необичайната препоръка отсъждането да не се използва като съдебен прецедент, а да се ограничи до настоящите обстоятелства, предизвиква противоречия. Гор изразява несъгласие с решението на съда, но се признава за победен.

### Нередности
Няколко нередности са съпътствали изборите във Флорида като объркващата „бюлетината пеперуда“ в Палм Бийч, която дава необичайно висок глас за кандидата на Реформистката партия Патрик Бюканън, който получава 3407 гласа, а по оценка на представители от неговата кампания и партия истинските гласове за него са 400 – 1000, т.е. разликата надвишава победната разлика на Буш. Бюканън казва в предаването The Today Show на 9 ноември 2000 г. „Когато погледнах тази бюлетина в нощта на изборите... много е лесно да видя как някой може да е гласувал за мен вярвайки, че гласува за Ал Гор.“. Друг проблем е изтриването на имената на 50 000 предполагаеми престъпници от изборните списъци, половината от които чернокожи (вероятни поддръжници на Гор) и мнозинството от които всъщност не са били престъпници и са имали право на глас. Между май 1999 г. и деня на изборите компанията DBT Online Inc. наета от държавните секретари Сандра Мортхам и Катрин Харис, при увеличение на хонорара с $4 294 000, преработва списъка с престъпници, на които е забранено да гласуват. Около 1% от електората на Флорида и близо 3% от чернокожите (96 000 души) са премахнати от избирателните списъци. Много от тях имат имена сходни с тези на осъдени престъпници или им е приписано престъпление с бъдеща дата, а някои изглеждат произволни. В някои случаи хората са уведомени и след обжалване им е възстановено правото да гласуват, но в повечето случаи научават, че са лишени от право на глас в избирателните секции в деня на изборите. На компанията е наредено да не използва сложния си план за удостоверяване на данните (използван от ФБР). 
Според ръководителката на изборите в окръг Вашингтон, Флорида е нарушила Националния закон за регистриране на гласоподаватели от 1993 г. като е изисквала осъдените за престъпления в други щати, които впоследствие са им възстановили правата, да искат помилване и възстановяване на правата от губернатора Джеб Буш, процес, който може да отнеме до две години и чиито изход е по преценка на Буш. Съдебното решение в Шлентър срещу Държавния департамент на Флорида отрича правото на Флорида да лиши от граждански права мъж, осъден в Кънектикът, където гражданските му права не са отнети. Ръчното повторно преброяване в окръг Маями-Дейд е прекратено след като в центъра за преброяване се появяват крещящи протестиращи. Оказва се че те са републиканци, долетели от други щати, някои за сметка на Републиканската партия.

### Следизборни преброявания
След изборите, преброявания предприети от различни медии показват, че Буш е щял да спечели при употребата на някои методи за преброяване, включително този, който Гор е предпочитал по времето на решението на Върховния съд, но че Гор е щял да спечели, ако е било проведено повторно преброяване в целия щат.
Вестниците USA Today, the Miami Herald, Knight Ridder, the Tampa Tribune, заедно с други пет предприемат пълно повторно преброяване на всички бюлетини. Според техните резултати при по-стриктни стандарти победител е Буш, а при по-хлабави Гор. Победата на Гор е възможна само при преброяването на гласове, които изглежда че са дадени за повече от един кандидат. Гор не е изискал такова преброяване, но според факсове, изпратени от съдия Тери Люис, който е надзиравал процеса на повторно преброяване, той е имал намерение да брои тези гласове. Според политолога Антъни Салвадо от Калифорнийския университет в Ървайн повечето от грешките довели до гласуване за повече от един кандидат са причинени от дизайна на бюлетините, използваните думи и опитите на гласоподавателите да изберат президент и вицепрезидент. Например 21 118 от общо 111 261 (само 3% от които биха могли да се считат за валидни при повторен преглед) такива гласове са от окръг Дювал, където бюлетината е съставена от две страници. Инструкцията е „гласувайте на всяка страница“. В половината от бюлетините и на двете страници е зачеркнат кандидат за президент, което прави бюлетината невалидна според закона на Флорида. Според Салвадо само тази грешка е достатъчна, за да отнеме от Гор победата.

### Обществено мнение
На въпрос на агенция Харис от 14 – 21 декември 2001 г. сред избиратели от цялата страна „Ако гласът на всеки, който се е опитал да гласува във Флорида е преброен за кандидата, за който избирателя е мислел, че гласува – без заблуждаващи бюлетини и с безгрешни машини за гласуване – кой мислите, че щеше да спечели изборите Джордж У. Буш или Ал Гор?“ Резултатите са 49% Гор и 40% Буш.

### Щати с близки резултати
1. Флорида, 0.0092%
2. Ню Мексико, 0,06%
3. Уисконсин, 0,22%
4. Айова, 0,31%
5. Орегон, 0,44%
6. Ню Хампшир, 1,27%
7. Минесота, 2,40%
8. Мисури, 3,34%
9. Охайо, 3,51%
10. Невада, 3,55%
11. Тенеси, 3,86%
12. Пенсилвания, 4,17%

## Последици
На 6 януари 2001 г. 20 членове на Камарата на представителите, повечето от групата на чернокожите в Конгреса подават възражение срещу удостоверяването на резултатите на изборите във Флорида от Конгреса, но възраженията им не се вземат под внимание, защото нито един член на Сената не ги подкрепя. Самият Гор, който като вицепрезидент е също председател на Сената, се е застъпил пред сенаторите да не подкрепят възраженията, включително пред сенатор Барбара Боксър от Калифорния, която впоследствие изразява съжаление, че не се е намесила. Буш полага клетва като държавен глава на 20 януари 2001 г.
В резултат на изборите Конгресът приема законът Help America Vote Act, който предвижда замяна на механичните машини за гласуване, създали сериозни проблеми във Флорида с електронни машини, които обаче създават също сериозни проблеми в следващите президентски избори в САЩ през 2004 г.